# Turandot (Leopold Stokowski, 1961)
Turandot (Leopold Stokowski, 1961) – nagranie Turandot Giacoma Pucciniego stanowiące zapis spektaklu z udziałem publiczności w Metropolitan Opera z 4 marca 1961 roku. W późniejszych latach wydane na płytach winylowych a także na płytach CD.